# Lanciano Calcio 1920
Lanciano Calcio 1920 (wł. Associazione Sportiva Dilettantistica Lanciano Calcio 1920) – włoski klub piłkarski, mający siedzibę w mieście Lanciano, we wschodniej części kraju, grający od sezonu 2019/20 w rozgrywkach Eccellenza Abruzzo.

## Historia
Chronologia nazw:
- 1920: Circolo Sportivo Virtus Lanciano
- 1924: Unione Sportiva Virtus Lanciano
- 1927: Gruppo Sportivo 137ª Legione M.V.S.N. Virtus
- 1929: Unione Sportiva Virtus Lanciano
- 1930: klub rozwiązano
- 1930: Gruppo Sportivo Duilio D'Autilio
- 1933: Associazione Sportiva Lanciano
- 1937: Fascio Giovanile di Combattimento Lanciano
- 1938: Associazione Calcistica Lanciano
- 1944: Associazione Calcio Lanciano
- 1946: Polisportiva Virtus Lanciano
- 1959: Unione Sportiva Pro Lanciano – po reorganizacji klubu Borgo Lanciano
- 1976: Unione Sportiva Lanciano
- 1977: Associazione Calcio Lanciano
- 1992: klub rozwiązano
- 1992: Associazione Calcio Lanciano 90
- 1997: Società Sportiva Lanciano
- 2008: klub rozwiązano
- 2008: Società Sportiva Virtus Lanciano 1924 S.r.l.
- 2016: klub rozwiązano
- 2017: Associazione Sportiva Dilettantistica 1920 Lanciano Calcio
- 2018: Associazione Sportiva Dilettantistica Lanciano Calcio 1920

Klub sportowy CS Virtus Lanciano został założony w miejscowości Lanciano 7 marca 1920 roku. Początkowo zespół rozgrywał jedynie mecze towarzyskie. W 1924 klub przyjął nazwę US Virtus Lanciano. W 1925 brał udział w mistrzostwach Abruzji. W 1927 klub zmienił nazwę na GS 137ª Legione M.V.S.N. Virtus. W sezonie 1927/28 zespół debiutował w rozgrywkach Terza Divisione Abruzzo (D4). W 1928 został zakwalifikowany do Campionato Meridionale (D2). W 1929 wrócił do nazwy US Virtus Lanciano. W sezonie 1929/30 po podziale najwyższej dywizji na Serie A i Serie B poziom Prima Divisione został zdegradowany do trzeciego stopnia, a klub zajął 11.miejsce w grupie D, ale potem zrezygnował z dalszych występów z powodu kłopotów finansowych i został rozwiązany.
W 1930 roku powstał nowy klub o nazwie GS Duilio D'Autilio. Sezon 1930/31 zakończył na trzecim miejscu w Terza Divisione Abruzzo (D5), ale potem zrezygnował z dalszych występów i na kilka lat zawiesił działalność. W 1933 roku klub z nazwą AS Lanciano startował w Seconda Divisione Abruzzo, ale został ukarany 4 punktami za 4 niejawienie się na grę i potem zdyskwalifikowany z mistrzostw. Dopiero w 1937 po zmianie nazwy na Fascio Giovanile di Combattimento Lanciano startował w mistrzostwach Prima Divisione Abruzzo (D4). W 1938 przyjął nazwę AC Lanciano, a w 1940 awansował do Serie C, ale po zakończeniu sezonu 1940/41 znów zrezygnował z dalszych występów. Tradycję klubu kontynuował klub AC Frentana Lanciano, który w sezonie 1941/42 startował w Prima Divisione Abruzzo i grał tam do 1943 roku. Jednak wskutek rozpoczęcia działań wojennych na terenie Włoch w czasie II wojny światowej mistrzostwa 1943/44 zostały odwołane.
Klub wznowił działalność w 1944 roku i z nazwą AC Lanciano od grudnia 1944 do maja 1945 brał udział w turnieju Abruzji, zajmując 8.miejsce, ale kolejny sezon opuścił. W 1946 zmienił nazwę na Polisportiva Virtus Lanciano i w sezonie 1946/47 zwyciężył w grupie B Prima Divisione Abruzzo oraz w barażach, awansując do Serie C. W 1948 po kolejnej reorganizacji systemu lig został zdegradowany do Promozione, a w 1951 do Prima Divisione Abruzzo. Po zakończeniu sezonu 1951/52 otrzymał promocję do Promozione. W 1952 po wprowadzeniu IV Serie (D4) poziom Promozione został obniżony do piątego stopnia. W 1956 awansował do IV Serie, która w 1957 zmieniła nazwę na Campionato Interregionale. W sezonie 1958/59 występował w Campionato Abruzzo Dilettanti (D5), ale potem zrezygnował z dalszych występów. W 1959 klub Borgo Lanciano otrzymał promocję do Prima Divisione Abruzzo, zmieniając nazwę na US Pro Lanciano. W 1968 klub awansował do Serie D. W 1976 zmienił nazwę na US Lanciano, a w 1977 na AC Lanciano. W 1978 po kolejnej reorganizacji systemu lig klub został zakwalifikowany do Serie C2 (D4). W 1983 roku klub został zdegradowany do Campionato Interregionale, a w 1986 wrócił do Serie C2. Po zakończeniu sezonu 1991/92 spadł do Campionato Interregionale, ale następnie klub ogłosił upadłość i ponownie startował w mistrzostwach Promozione Abruzzo jako AC Lanciano 90. W 1993 klub otrzymał promocję do Eccellenza Abruzzo (D6). W 1995 został na rok promowany do Campionato Nazionale Dilettanti. W 1997 klub zmienił nazwę na SS Lanciano. W 1998 awansował do Campionato Nazionale Dilettanti, a w 1999 do Serie C2. W 2001 roku otrzymał promocję do Serie C1. Sezon 2007/08 zakończył na 16.miejscu w grupie B Serie C1 i został zdegradowany. 8 kwietnia 2008 roku Sąd w Lanciano ogłosił upadłość klubu.
W 2008 roku powstał nowy klub o nazwie SS Virtus Lanciano 1924 S.r.l., który wykupił kompleks sportowy i przejął tytuł sportowy od zbankrutowanego klubu. W sezonie 2008/09 startował w rozgrywkach Lega Pro Prima Divisione (D3). W 2012 awansował do Serie B. Przed rozpoczęciem sezonu 2014/15 wprowadzono kolejną reformę systemy lig. Ale po zakończeniu sezonu 2015/16, w którym zajął przedostatnie 19.miejsce w Serie B, klub ponownie zrezygnował z dalszych rozgrywek w Lega Pro i rozpoczął dobrowolną likwidację, kontynuując jedynie działalność młodzieżową.
Tradycję sportową przejął nowy klub ASD 1920 Lanciano Calcio, który w sezonie 2017/18 startował w Prima Categoria Abruzzo (D7). W 2018 został promowany do Promozione Abruzzo, po czym zmienił nazwę na ASD Lanciano Calcio 1920. W sezonie 2018/19 zwyciężył w grupie B Promozione Abruzzo i awansował do Eccellenza Abruzzo.

## Barwy klubowe, strój
|  |  |

Klub ma barwy czerwono-czarne. Zawodnicy domowe spotkania zazwyczaj grają w pasiastych pionowo czerwono-czarnych koszulkach, czarnych spodenkach oraz czarnych getrach.

## Sukcesy

### Trofea międzynarodowe
Nie uczestniczył w rozgrywkach europejskich (stan na 31-05-2020).

### Trofea krajowe
| \| \| Zdobyte trofea w rozgrywkach Włoch (stan na: 31-08-2020) \| |                                                          |      |                                    |
| Rozgrywki                                                         | Osiągnięcie                                              | Razy | Sezon(y)                           |
| · Mistrzostwo                                                     | I miejsce                                                | 0    |                                    |
| · Mistrzostwo                                                     | II miejsce                                               | 0    |                                    |
| · Mistrzostwo                                                     | III miejsce                                              | 0    |                                    |
| · Puchar                                                          | zdobywca                                                 | 0    |                                    |
| · Puchar                                                          | finalista                                                | 0    |                                    |
| · Puchar                                                          | 1/32 finału                                              | 1    | 2014/15                            |
| II liga                                                           | I miejsce                                                | 0    |                                    |
| II liga                                                           | II miejsce                                               | 0    |                                    |
| II liga                                                           | III miejsce                                              | 1    | 1928/29 (B Campionato Meridionale) |
| II liga                                                           | 10.miejsce                                               | 1    | 2013/14                            |
| Włochy                                                            | Zdobyte trofea w rozgrywkach Włoch (stan na: 31-08-2020) |      |                                    |

- Lega Pro Prima Divisione (D3):
  - 4.miejsce (1x): 2011/12 (B)

- Scudetto Dilettanti (D5):
  - mistrz (1x): 1998/99

## Piłkarze, trenerzy, prezydenci i właściciele klubu

### Prezydenci
...
- 1938–1939:  Giuseppe De Rosa

...
- od 2020:  Cristina Chiaretti

## Struktura klubu

### Stadion
Klub piłkarski rozgrywa swoje mecze domowe na Stadio Guido Biondi w mieście Lanciano o pojemności 5 544 widzów.

### Derby
- Chieti Calcio
- Fidelis Andria 2018
- L’Aquila 1927
- Real Giulianova